# 和光大学
和光大学（日语：／）是一所位於日本東京都町田市金井町的私立大學。成立於1966年。大学略稱為和光大。

## 沿革
- 1933年 和光学園創校
- 1934年 和光小学校創校
- 1947年 和光中学校創校
- 1950年 和光高等学校創校
- 1956年 和光幼稚園創校

## 知名校友
- 程永華 - 前中國駐日大使
- 今村路加（日语：今村路加） - 東京都議會議員
- 阿部泰郎（日语：阿部泰郎） - 名古屋大學教授
- 加藤能敬（日语：加藤能敬） - 左翼革命運動家，聯合赤軍成員
- 久米田康治 - 漫畫家
- 虛淵玄 - 劇作家，Nitro+董事
- 磯部涼（日语：磯部涼） - 作家，音樂評論家
- 佐川一政 - 食人者，曾製造巴黎食人案
- 岡田惠和 - 劇作家
- 岩明均 - 漫画家，寄生兽作者

## 外部連結
- 和光大学（页面存档备份，存于） （日語）